# Bencubbinit
Die kleine Gruppe der Bencubbinite (auch B-Chondrite) gehört als Grenzfall zu den Stein-Eisen-Meteorite sowie zu den kohligen Chondriten. Sie bestehen zu etwa gleichen Teilen aus Nickel-Eisen und Silikaten. Die Silikate weisen Chondren auf, die von ihrer chemischen Zusammensetzung her mit der Klasse der kohligen Chondriten verwandt sei dürften, die wiederum zu den Steinmeteoriten zählen. Die Bencubbinite sind möglicherweise in der Grenzschicht zwischen dem Nickel-Eisen-Kern und dem silikatischen Mantel eines C-Asteroiden entstanden.
Der Name stammt von Bencubbin, einer kleinen Ortschaft in Westaustralien, in deren Nähe bislang etwa 120 kg des Materials gefunden wurden.